# HC Žraloci Vyškov
HC Žraloci Vyškov (celým názvem: Hockey Club Žraloci Vyškov) byl český klub ledního hokeje, který sídlil ve Vyškově v Jihomoravském kraji. Založen byl v roce 2003 z amatérského klubu HC Vyškov. Ten byl založen z TJ Tatranu Hrušky, jenž hrával v azylu právě na vyškovském stadionu. Žraloci zanikli v roce 2006. Klubové barvy byly modrá a bílá.
Své domácí zápasy odehrával na zimním stadionu Vyškov s kapacitou 3 000 diváků.

## Přehled ligové účasti
Stručný přehled
Zdroj: 
- 2003–2004: 2. liga – sk. Východ (3. ligová úroveň v České republice)
- 2004–2006: Krajský přebor Jižní Moravy a Zlína (4. ligová úroveň v České republice)

Jednotlivé ročníky
Zdroj: 
Legenda: ZČ – základní část, JMK – Jihomoravský kraj, červené podbarvení – sestup, zelené podbarvení – postup, fialové podbarvení – reorganizace, změna skupiny či soutěže
| Česko (2003–2006) |                                     |           |           |                                       |                                     |
| Sezóny            | Soutěž                              | Úroveň    | ZČ        | Play-off, nadstavba, sk. o udržení... | Poznámky                            |
| 2003/04           | 2. liga – sk. Východ                | 3. úroveň | 12. místo | Baráž o 2. ligu, 2. fáze (2. místo)   | Prodej licence do brněnské Techniky |
| 2004/05           | Krajský přebor Jižní Moravy a Zlína | 4. úroveň | 8. místo  | Čtvrtfinále                           |                                     |
| 2005/06           | Krajský přebor Jižní Moravy a Zlína | 4. úroveň | 10. místo | Čtvrtfinále JMK                       | Odhlášení ze soutěže                |